# Erol Alkan
Erol Alkan er en electronica-producer fra Storbritannien.